# Out of My Province
Out of My Province è il terzo album in studio della cantautrice neozelandese Nadia Reid, pubblicato il 6 marzo 2020 dalla Spacebomb Records.

## Tracce
1. All of My Love – 4:07
2. High & Lonely – 3:40
3. Oh Canada – 4:47
4. Heart to Ride – 4:09
5. Other Side of the Wheel – 4:00
6. Best Thing – 4:10
7. I Don't Wanna Take Anything From You – 3:56
8. The Future – 3:32
9. Who Is Protecting Me – 3:27
10. Get the Devil Out – 3:59

## Classifiche
| Classifica (2020) | Posizione massima |
| ----------------- | ----------------- |
| Nuova Zelanda     | 2                 |